# Wieża Hasana
Wieża Hasana (arab. مسجد حسان, fr. Tour Hassan) – górujący nad Rabatem (stolicą Maroka) minaret. Budowę wieży będącą symbolem miasta rozpoczęto w 1195 roku. Minaret w Rabacie powinien mieć 80 metrów wysokości, ale nie został nigdy skończony. Wieża wybudowana na planie kwadratu o boku 16,12 m., osiąga 44,2 metra wysokości – uchodzi za wzór formy marokańskich minaretów. 
Minaret był początkowo częścią nieukończonego Meczetu Hasana, budowanego za czasów almohadzkiego kalifa Jakuba al-Mansura dla uczczenia zwycięstwa nad królem Kastylii Alfonsem VIII w bitwie pod Alarcos. Obiektem tym Almohadzi planowali przyćmić wspaniałość Kordoby. Gdyby go ukończono, byłby w swoich czasach drugim pod względem wielkości meczetem na świecie, mniejszym jedynie od meczetu w mieście Samarra w dzisiejszym Iraku. Prace jednak przerwano już w roku 1199, kiedy zmarł wznoszący świątynię władca. Nieukończona budowla przetrwała aż do 1755 roku, kiedy to zawaliła się na skutek trzęsienia ziemi. Do dziś zachowały się tylko podstawy kolumn i Wieża Hassana. 
Do ruin meczetu, po stronie przeciwległej do wieży, przylega Mauzoleum Muhammada V – olbrzymi grobowiec o formach eklektycznych. Ruiny, wieża i mauzoleum tworzą wspólny kompleks zabytkowy, będący jedną z największych atrakcji turystycznych Rabatu.
W miejscu schodów wieża posiada rampę w formie spirali. Dzięki temu dostęp do jej szczytu był możliwy bez schodzenia z konia.